# Achtung Panzer: Kharkov 1943
Achtung Panzer: Kharkov 1943 (укр. Увага, танки: Харків 1943), також відома як Линия фронта: Битва за Харьков (укр. Лінія фронту: Битва за Харків) — стратегічна відеогра в реальному часі 2010 року, розроблена українською студією Graviteam і видана Paradox Interactive.

## Сюжет
Achtung Panzer: Kharkov 1943 дає можливість взяти участь у Воронезько-Харківській операції, стратегічній наступальній операції радянських військ Воронезького фронту під час німецько-радянської війни. Її результат залежить від користувачів. Гра дає змогу взяти участь у бойових діях на боці Червоної армії або Вермахту. Представлені шість кампаній.

## Ігровий процес
Гравцям видають піхоту (вона здатна рити окопи та ховатися в будинках) і бронетехніку. Споруджувати будівлі й штампувати бійців не можна. Контролювати війська можна двома способами — у реальному часі та через карту місцевості. Спочатку користувач переміщує підрозділи в покроковому режимі та запрошує підмогу. Коли два війська стикаються на одній клітині, то починається бій. Сама битва відбувається в реальному часі. Можна брати солдатів із резерву і наказувати їм висуватися на передову. Є можливість змінювати ракурси камери та масштабувати зображення. Локації тут досить великі.
Присутня зміна дня і ночі. Погодні умови теж змінюються. Усе це, як і ландшафт, впливає на ігровий досвід. Штучний інтелект суперника може кинути виклик. У грі є кров і балістика. Крім цього в наявності реалістична система пошкоджень військового транспорту. Знищені машини не зникають, а залишаються на полі бою. Ще тут дозволяють руйнувати споруди. Після перемоги на екрані показується детальна інформація про битву. У ній наочно демонструється, з якої зброї, яким снарядом і в яку ділянку було уражено кожну бойову одиницю.

## Огляди
| Агрегатор    | Оцінка |
| ------------ | ------ |
| GameRankings | 80.00% |
| Metacritic   | 70/100 |

Achtung Panzer: Kharkov 1943 отримала змішані відгуки від критиків після виходу. На Metacritic гра має оцінку 70/100 на основі 6 рецензій, що означає «змішані або середні відгуки». На GameRankings гра має оцінку 80,00% на основі 5 відгуків.